# Phelpsia inornatus
Phelpsia inornatus é uma espécie de ave da família Tyrannidae. It is the only member of the genus Phelpsia.
Pode ser encontrada nos seguintes países: Colômbia e Venezuela.
Os seus habitats naturais são: florestas subtropicais ou tropicais húmidas de baixa altitude e florestas secundárias altamente degradadas.